# 田所寧親
田所 寧親（たどころ やすちか、1812年（文化9年） - 1873年（明治6年）8月11日）は、江戸時代土佐藩の武士、砲術家、土佐藩砲術指南役。通称は左右次（そうじ）、惣次、作太郎。

## 来歴
1812年（文化9年）、土佐藩士で、稲富流砲術家の田所家の子息として、土佐郡潮江村に生まれる。
1842年（天保13年）6月、幕府が、高島流砲術の伝習を解禁した為、翌1843年（天保14年）、長崎で高島秋帆（四郎大夫）を訪ね、秋帆の門弟で周防岩国の森脇隼人や有坂純蔵らに、オランダ式の高島流砲術を学び帰藩する。その後、土佐藩の海防の御用を勤め、幡多郡下田港や、高岡郡須崎港に砲台を築造する。
1854年（嘉永7年）8月、藩命を受けて池田歓蔵（土佐藩砲奉行）、河田小龍（図引役）、伊藤丈助（鉄砲鍛冶）らと薩摩へ赴き、大砲鋳立所（反射炉）、桜島工作場（西洋式軍艦造船所）などを視察し、同11月5日帰藩する。1855年（嘉永2年）江戸へ出て高島秋帆を訪ね、江川英龍（韮山代官）の基で、高輪十字砲台の築造に従事し、佐久間象山、勝海舟と誼を交わす。
一方で、土佐藩仕置役（参政）の吉田東洋と意見があわず、1859年（同6年）追放に処せられる。1861年（文久元年）9月に武市半平太の土佐勤王党に参加。1862年（文久2年）3月、土佐国安芸郡の田野学館で寧親は、中岡慎太郎、島村寿之肋、平安佐輔らと時勢を論じている。
1873年（明治6年）8月11日死去。享年62。
1928年（昭和3年）11月10日、正五位を追贈された。

## 家族
- 嫡男：田所壮輔恒誠（嶹太郎）（土佐藩砲術師範で、後に脱藩して萩藩の忠勇隊に入隊している。禁門の変にも参戦した）
- 親族：田所騰次郎重道（大和義挙に参加して京都六角獄で断罪）

## 寧親の門下生
- 本山只一郎茂任
- 樋口真吉 武
- 清岡治之助正道（野根山殉難烈士）
- 近藤次郎太郎為美（野根山殉難烈士）
- 横山英吉正利（野根山殉難烈士）
- 豊永斧馬方鋭（野根山殉難烈士）
- 須賀恒次義氏（野根山殉難烈士）